# Hildegardia migeodii
Hildegardia migeodii är en malvaväxtart som först beskrevs av Arthur Wallis Exell, och fick sitt nu gällande namn av André Joseph Guillaume Henri Kostermans. Hildegardia migeodii ingår i släktet Hildegardia och familjen malvaväxter. Inga underarter finns listade i Catalogue of Life.

## Bildgalleri

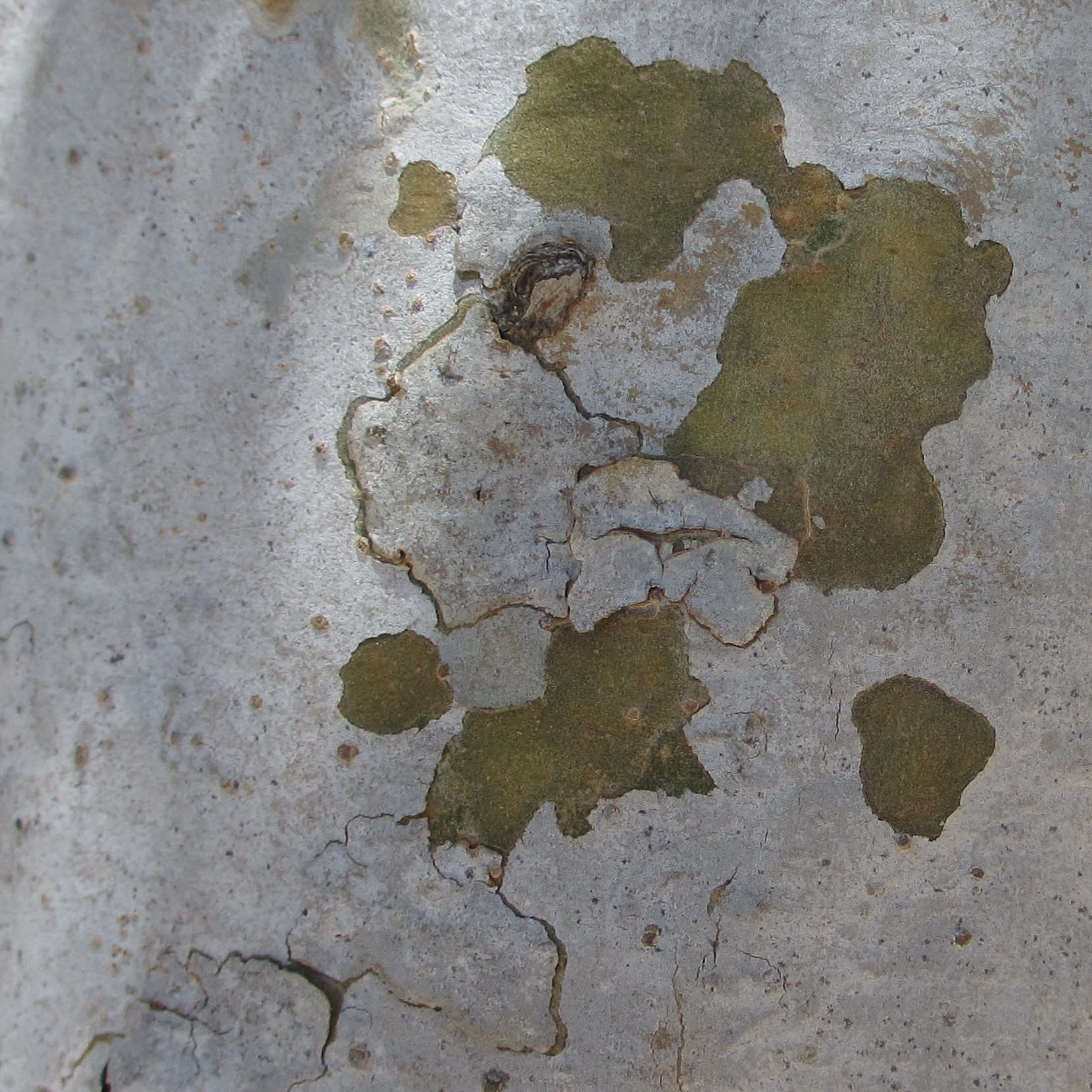
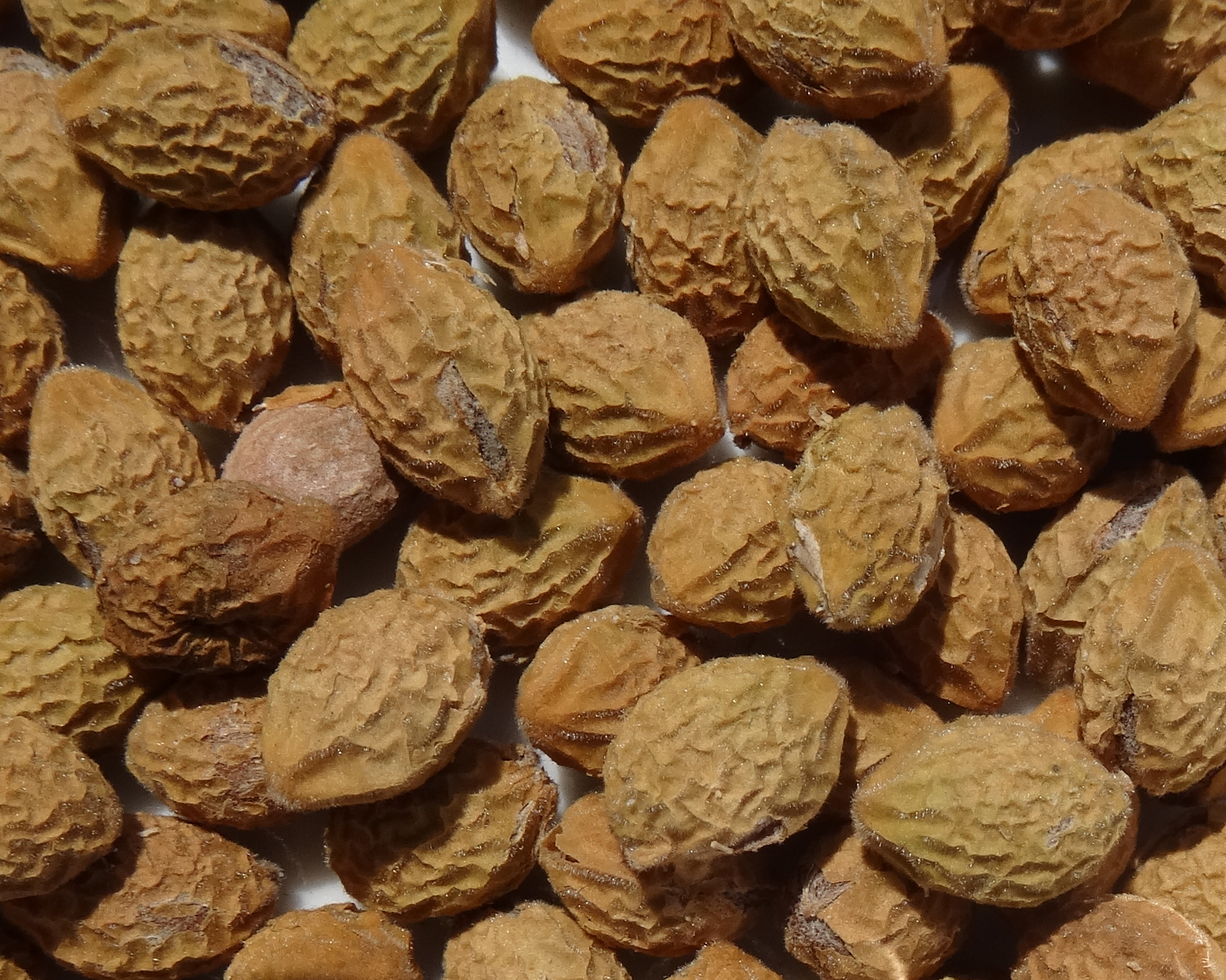
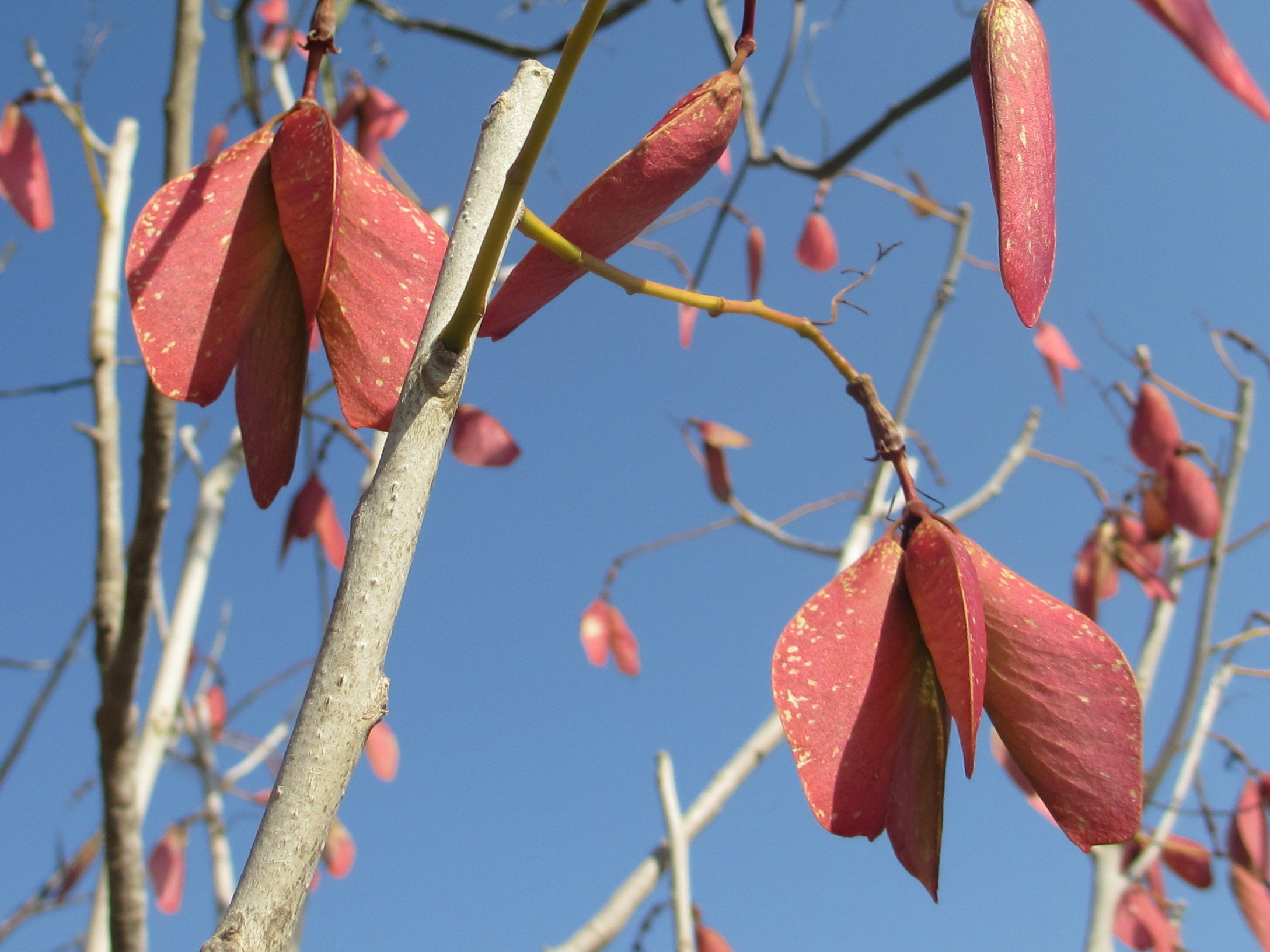
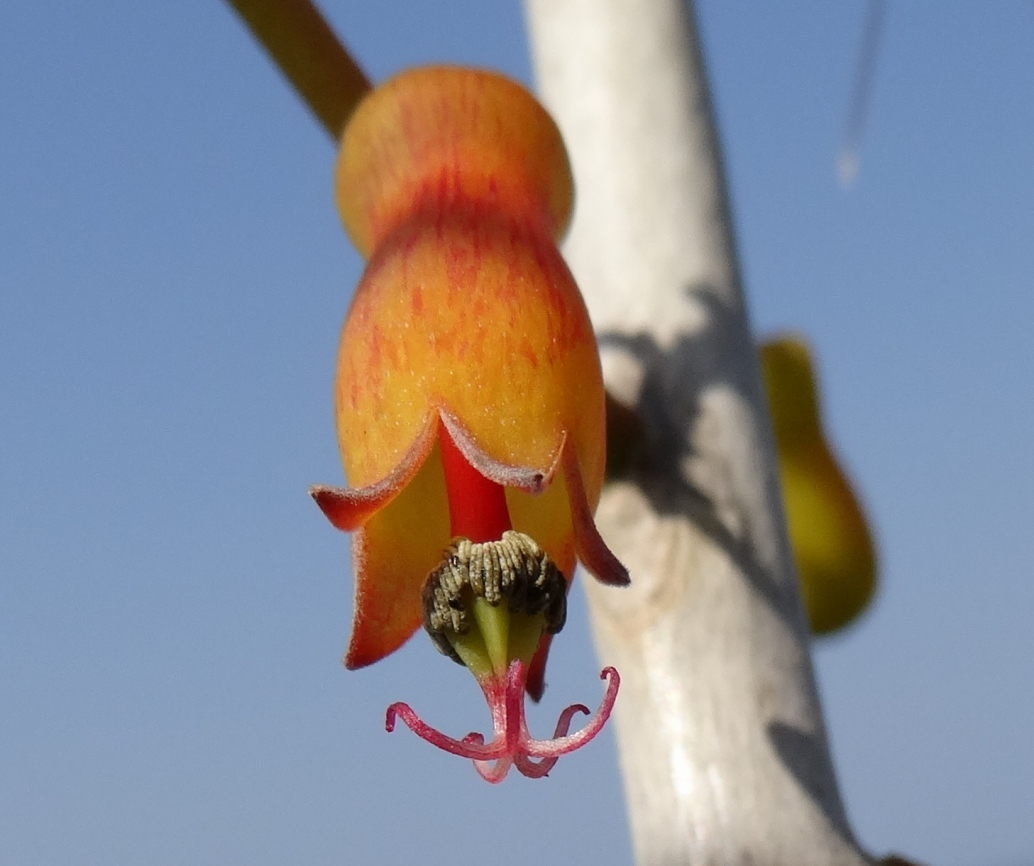
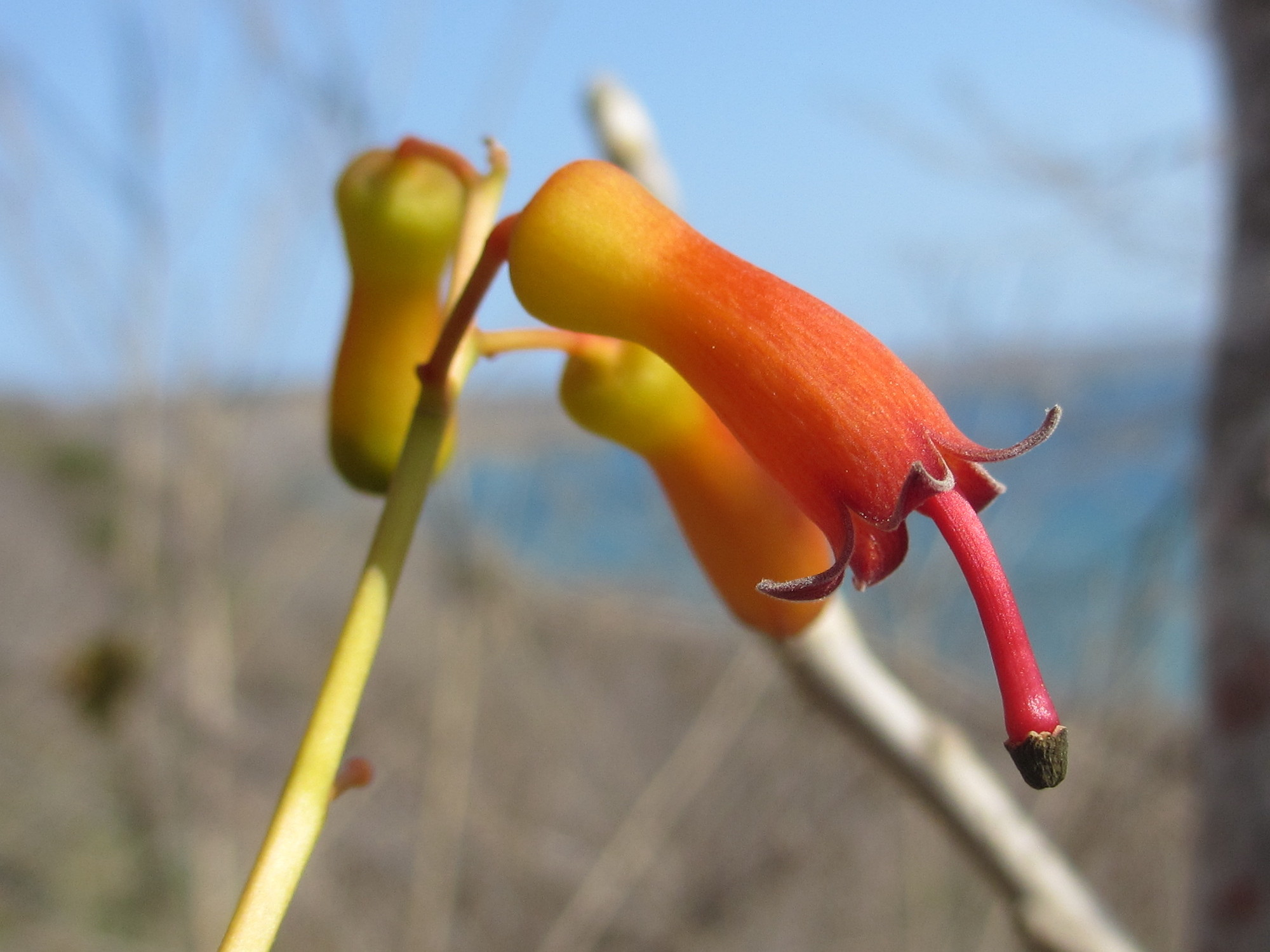
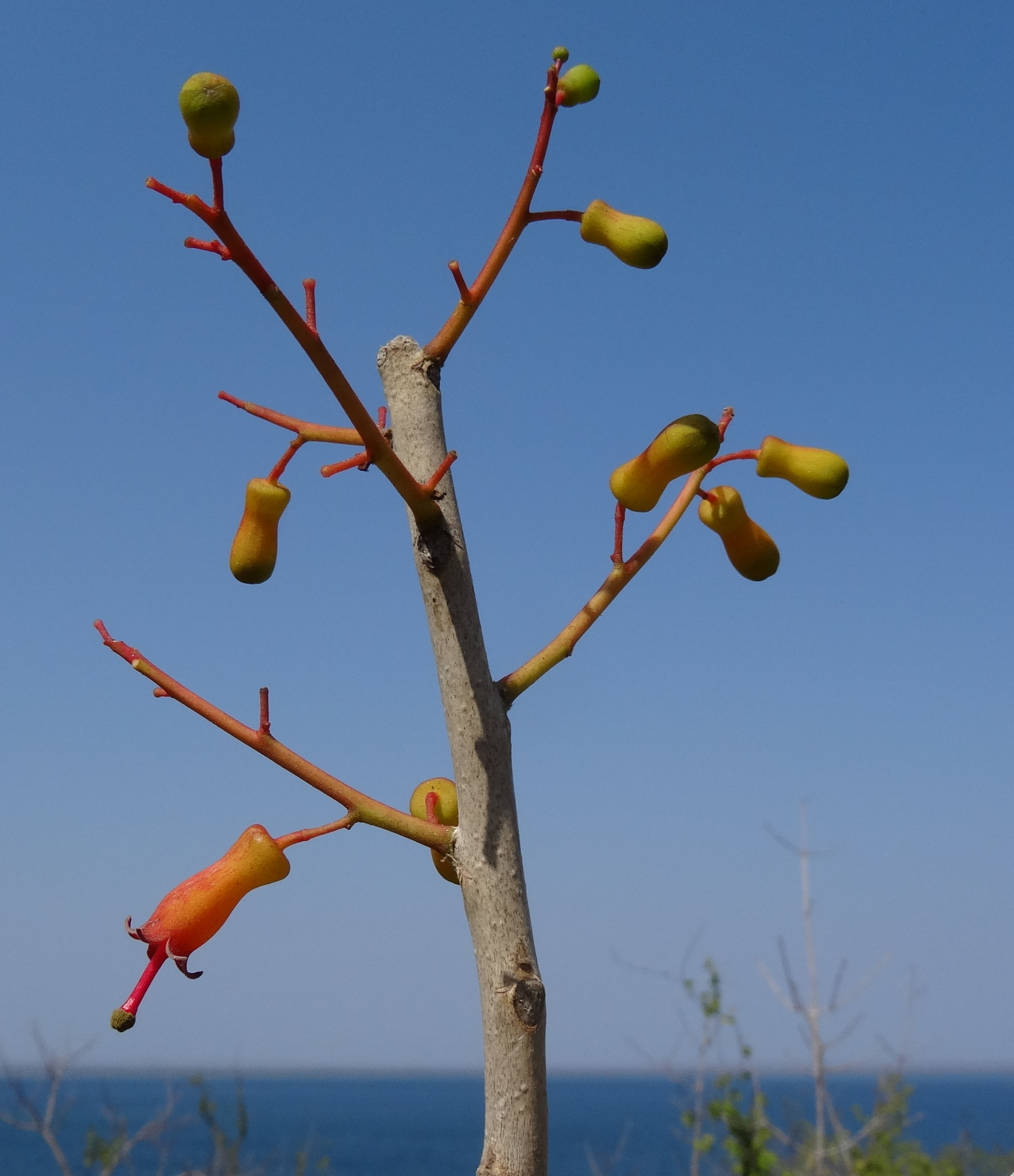